# This Is the New Shit
«This Is the New Shit» — другий сингл з п'ятого студійного альбому гурту Marilyn Manson The Golden Age of Grotesque.
З 10 липня по 7 серпня 2007 радіоверсія пісні була темою шоу професійного реслінгу ECW. Вона замінила колишню композицію гурту Drowning Pool «Bodies». У свою чергу замість цього треку новими темами стали «This Is Extreme!» гурту Harry Slash & The Slashtones та «Don't Question My Heart» Saliva, записана з участю Брента Сміта. Композиція також присутня в епізоді «Блазні» (англ. «Suckers») телесеріалу «CSI: Місце злочину». Також її можна почути на саундтреці фільму «Матриця: Перезавантаження», у стрічці «Сокира» (англ. «Hatchet»), кількох трейлерах до рольової гри 2009 р. Dragon Age: Origins, розробленою студією Bioware. Також 3 секунди треку є в першому епізоді серіалу «Yu-Gi-Oh: Season Zero Abridged Series», який виходить на YouTube-каналі користувача LittleKuriboh.

## Відеокліп
Режисери: Мерілін Менсон та The Cronenweths. У кліпі можна побачити виступ гурту та сцени в гримерці, де вони готується до концерту.
Для відеоверсії змінили текст пісні («This is the new shit» замінено на «This is the new hit»). Слово «motherfucker» також піддали цензурі. Відеокліп має назву «This Is the New *Hit».

## Список пісень
Британський сингл
1. «This Is the New Shit» (Album Version)
2. «This Is the New Shit (Marilyn Manson vs. Goldfrapp)»
3. «Mind of a Lunatic»
4. «This Is the New Shit» (Video)

Європейський сингл
1. «This Is the New Shit» (Album Version)
2. «This Is the New Shit (Marilyn Manson vs. Goldfrapp)»
3. «Baboon Rape Party»
4. «mOBSCENE» (Video)

## Чартові позиції
| Чарт (2003)     | Найвища позиція |
| --------------- | --------------- |
| Велика Британія | 29              |
| Німеччина       | 25              |